# Anna Gréta Sigurðardóttir
Anna Gréta Sigurðardóttir (* 23. August 1994) ist eine isländische Jazzmusikerin (Piano, Gesang, Songwriting).

## Leben und Wirken
Anna Gréta Sigurðardóttir wuchs in der Nähe von Reykjavík auf. Dort hat sie auch ihre ersten Schritte als Sängerin und Pianistin gemacht. Über die Musik von Bill Evans kam sie zum Jazz. 2014 zog sie nach Stockholm, wo sie ein Jazzstudium absolvierte; seitdem lebt sie in Schweden.
Mit dem schwedischen Gitarristen Max Schultz legte Anna Gréta Sigurðardóttir 2019 das Album Brighter vor. Sie spielte 2020 bei der Nobelpreis-Verleihung. 2021 veröffentlichte sie als Anna Gréta ihr Debütalbum Nightjar in the Northern Sky; auf ihm kombiniert sie Elemente aus Jazz, Popmusik und Folk. Unter dem gleichen Namen folgte 2024 das Album Star of Spring, auf dem sie auch zwei Gedichte von Sylvia Plath vertonte. Mit dem Quartett von Ebba Åsman trat sie 2021 bei Jazz Baltica auf. Zudem ist sie auf Alben des Stína Ágústsdóttir Trio, von Shrine, Linnea Jonsson und Nils Landgren zu hören.

## Preise und Auszeichnungen
Anna Gréta Sigurðardóttir wurde 2015 als „Best Newcomer in Jazz“ mit einem Isländischen Musikpreis geehrt. 2019 erhielt sie den Monica Zetterlund Award. Für Nightjar in the Northern Sky wurde sie sowohl für das Album des Jahres als auch als Songschreiberin des Jahres mit dem Isländischen Musikpreis bedacht. 2022 wurde sie als „großes Talent des skandinavischen Jazz“ mit dem Ystad Jazz Piano Award ausgezeichnet.

## Diskographische Hinweise
- Anna Gréta Sigurðardóttir, Max Schultz: Brighter (Prophone 2019, mit Joakim Milder, Christian Spering, Magnus Gran, Sjöströmska Kvartetten)
- Nightjar in the Northern Sky (ACT 2021, mit Hilmar Jensson, Skúli Sverrisson, Einar Scheving)
- Star of Spring (ACT 2024, mit Skúli Sverrisson, Einar Scheving sowie Sigurdur Flosason, Þorleifur Gaukur Davíðsson, Birgir Steinn Theodórsson, Magnús Trygvason Eliassen, Albert Finnbogason)[7]